# Kaldanija
Kaldanija is een plaats in de gemeente Buje in de Kroatische provincie Istrië. De plaats telt 126 inwoners (2001).